# やまぐち千予
やまぐち　千予（やまぐち ちよ、1980年 - ）は日本の写真家。写真講師。

## 経歴
和歌山県和歌山市出身。
2005年、事務所「PIYOCAMERA」を立ち上げる。その後、「関西カメラ女子部」を主宰する。
講演会を主に活動。浅野家家臣 山口喜内  、紀伊国山口家代官　山口兵内末裔。

### 著書
- 『これからはじめる デジタル一眼カメラ 写真と撮影の新しい教科書』SBクリエイティブ 2016/9/17
- 『売上がアップする商品写真の教科書』 玄光社2017/3/2

### 番組
- MBSメディアホールディングス『湯浅んぽ』主演　（2019年11月30日（土）21:54〜OA　毎週（各４回））
- MBSメディアホールディングス『せやねん！』ゲスト （2019年12月21日（土））

### 雑誌・Web連載
- 「拝啓、カメラ沼より。」コラム執筆（漫画　カメラ、はじめてもいいですか?　内[2]　、2021年）
- IRODORIいろは、レンズの選び方（FUJIFILM『IRODORI　byXseries』、2018年～）[3]
- 売上がアップする商品写真の教科書[4]
- CANON　スマホアプリ「PERSTEXT」　ギャラリー監修・制作　2015年）